# Mark Conte
Mark Conte (* vor 1970) ist ein US-amerikanischer Filmeditor.

## Leben
Conte ist der Sohn des Schauspielers und Regisseurs Richard Conte und der Schauspielerin Ruth Storey.
Er ist seit Anfang der 1980er Jahre als Editor für Kino- und Fernsehfilme tätig. Er wirkte bei über 50 Produktionen im Bereich Filmschnitt mit. 1985 wurde er für den British Academy Film Award zusammen mit John Bloom nominiert für den Film Under Fire.

## Filmografie (Auswahl)
- 1983: Under Fire
- 1985: Missing in Action 2 – Die Rückkehr (Missing in Action 2 – The Beginning)
- 1986: Überfall im Wandschrank (Monster in the Closet)
- 1987: Steel Dawn – Die Fährte des Siegers (Steel Dawn)
- 1991: Geballte Ladung – Double Impact (Double Impact)
- 1992: Stop! Oder meine Mami schießt! (Stop! Or My Mom Will Shoot)
- 1992: Nemesis
- 1993: Posse – Die Rache des Jessie Lee (Posse)
- 1994: Fluke
- 1996: Crazy Horse – Der stolze Krieger (Crazy Horse, Fernsehfilm)
- 1998: Rileys letzte Schlacht (One Man’s Hero)
- 1999: Showdown auf dem Weg zur Hölle (Purgatory)
- 1999: Mr. Rock ’n’ Roll: Die Alan Freed Story (Mr. Rock ’n’ Roll: The Alan Freed Story)
- 2000: The 6th Day
- 2004: Spartacus
- 2006: Die Zehn Gebote (The Ten Commandments)
- 2008: Minutemen – Schüler auf Zeitreise (Minutemen)
- 2009: Prinzessinnen Schutzprogramm (Princess Protection Program)
- 2010: Ca$h
- 2011–2016: Person of Interest (Fernsehserie, 35 Folgen)
- 2016–2019: Lethal Weapon (Fernsehserie, 15 Folgen)
- 2020: Manifest (Fernsehserie, 3 Folgen)